# Česká Miss 2008
Česká Miss 2008 byl 4. ročník české soutěže krásy Česká Miss.

## Finále
Slavnostní galavečer se konal 2. února 2008 na Letišti Ruzyně v Praze. Přímý přenos vysílala televizní stanice TV Nova. Před slavnostním finálem letěly dívky do Thajska na soustředění. Finálový večer moderovali modelka Jana Štefánková a herec Maroš Kramár. Vítězku ošerpovala Alain Delon a korunovala Petra Němcová.
V porotě usedl francouzský herec Alain Delon, jako předseda poroty, topmodelka Petra Němcová, ředitel pražské ZOO Petr Fejk, zpěvák kapely Gipsy.cz Radek Banga, topmodelka Tereza Maxová, atlet Roman Šebrle, aj.

### Finalistky soutěže
Finále soutěže se zúčastnilo celkem 12 dívek:

#### Superfinále (TOP 6)
1. Eliška Bučková (soutěžní číslo 6) – Pochází ze Strážnice. Stala se Českou miss 2008 a držitelkou titulů Česká miss Internet, Miss Posluchačů Frekvence 1 a Tip Poroty.
2. Hana Svobodová (soutěžní číslo 8) – Pochází ze Zadního Zhořece. Stala se I. českou vicemiss 2008.
3. Elisavet Charalambidu (soutěžní číslo 11) – Pochází z Brna. Stala se II. českou vicemiss 2008 a držitelkou titulu Česká Miss Čtenářů 2008.
4. Adéla Vartová (soutěžní číslo 2)
5. Kateřina Šamanová (soutěžní číslo 5)
6. Aneta Faitová (soutěžní číslo 7)

#### Ostatní
- Lucie Matušová (soutěžní číslo 7)
- Romana Antonínová (soutěžní číslo 3)
- Kateřina Štosová  (soutěžní číslo 4)
- Šárka Frýbortová (soutěžní číslo 9)
- Michaela Lámerová (soutěžní číslo 10)
- Aneta Sychrová (soutěžní číslo 12)

### Konečné pořadí
| Česká miss 2008 – Eliška Bučková                |
| I. česká vicemiss 2008 – Hana Svobodová         |
| II. česká vicemiss 2008 – Elisavet Charalambidu |

#### Vedlejší tituly
- Tip Poroty 2008 - Eliška Bučková
- Česká Miss Internet 2008 - Eliška Bučková
- Česká Miss posluchačů Frekvence 1 2008 - Eliška Bučková
- Česká Miss čtenářů Blesku 2008 - Elisavet Charalambidu

### Umístění na mezinárodních soutěžích
- vítězka Eliška Bučková se na Miss Universe 2008 umístila na 11. místě (TOP 15).
- vítězka Eliška Bučková se na Top Model of the World 2010 umístila v TOP 10.
- I. česká vicemiss Hana Svobodová se na Miss Earth 2008 umístila v TOP 16.
- finalistka Aneta Sychrová se na Miss Intercontinental 2008 stala IV. vicemiss.
- finalistka Kateřina Štosová se na Top Model of the World 2008 neumístila.